# ویلهلم رایش
ویلهلم رایش (آلمانی: Wilhelm Reich؛ ۲۴ مارس ۱۸۹۷ – ۳ نوامبر ۱۹۵۷) روان‌شناس، روان‌کاو،  جامعه‌شناس و پژوهشگر در زمینه بیماری‌های جنسی و جامعه‌شناسی بود.
رایش موفق به کشف ارتباط مستقیم بین گرفتگی‌های عضلانی و گرفتگی‌های روحی روانی شد که از نظر وی «لاک لاکپشت» نام گرفت. او در این زمینه درمان‌های ویژه‌ای با نام‌های روان‌کاوی، منش‌شناسی، و تراپی موضعی Vegetotherapie را معرفی نمود. بعدها تراپی موضعی زمینه‌ساز علوم درمان جسمی-روحی شد.
همچنین پژوهش‌های وی در زمینه میکروبیولوژی او را به کشف بیون‌ها Bione و سپس انرژی اورگون هدایت کردند. او تلاش کرد یک نوع انرژی نوکلید دیرینه را اثبات کند که موفق نشد.
رایش در آلمان می‌زیست و در سال ۱۹۳۴ پس از روی‌کار آمدن هیتلر ناچار به مهاجرت به اسکاندیناوی و بعد در سال ۱۹۳۹ به آمریکا شد. دولت نازی او را یهودی کمونیست می‌خواند.
او در آمریکا با انتشار مقالاتی به ترویج نظر خود دربارهٔ وجود نوعی انرژی کیهانی که او آن را «اورگون» می‌نامید، پرداخت. اداره داروها و مواد غذایی دولت آمریکا علیه او شکایت کرد. بسیاری از آثار او به عنوان دخالت در امور پزشکی به دستور دادگاه سوزانده شدند. دادگاه همچنین حکم بازداشت او را صادر کرد.
ویلهلم رایش در ۳ نوامبر ۱۹۵۷ در زندان لویسبورگ پنسیلوانیا درگذشت.

## آغاز زندگی
ویلهلم رایش در سال ۱۸۹۷ در خانواده‌ای ثروتمند زاده شد. او مدعی بود که در ۱۱ سالگی، با آشپز خانوادگی‌شان باکرگی خود را از دست داده در ۱۵ سالگی به روسپی‌خانه رفته است.
رایش در جنگ جهانی اول در ارتش اتریش-مجارستان خدمت کرد. پس از جنگ برای تحصیل پزشکی به وین رفت.

## آشنایی با فروید.
هنگامی که رایش خبردار شد زیگموند فروید، سمیناری درباره آمیزش ارائه می‌دهد به دیدار او رفت تا از او درخواست معرفی کتب و منابع مطالعه کند. این موضوع زمینه‌ساز آشنایی و دوستی آن دو نفر شد. فروید حتی گاهی بیماری به او ارجاع می‌داد.
رایش به زودی تلاش کرد، آموزه‌های فروید را با نظریات اجتماعی کارل مارکس پیوند بزند و به نوعی روانکاوی اجتماعی برسد. پرسش رایش این بود که «اگر انرژی جنسی مسدود شده نوروسیس ایجاد می‌کند، پس آیا نمی‌توان گفت تخلیه انرژی جنسی به خودیِ خود اثری شفابخش دارد؟» رایش تا سال ۱۹۲۶ که کتاب کارکرد ارگاسم را نوشته بود، دیگر متقاعد شده بود که اوج جنسیِ باکیفیت، سلامت جسمی را تقویت می‌کند. فروید نظریه رایش در کتاب کارکرد ارگاسم را رد کرد. این دو به مرور به علت اختلاف عقیده از یکدیگر فاصله گرفتند. وقتی فروید سرطان گرفت، رایش گفت علتش چیزی جز محرومیت جنسی نبوده است.
رایش در سال ۱۹۲۸ به عضویت حزب کمونیست اتریش درآمده بود. او در سال ۱۹۳۱ در برلین به عضویت حزب کمونیست آلمان درآمد. اما تنها چند سال بعد به خاطر مخالفت با استالینیسم حزب را ترک گفت.

## مهاجرت
رایش پس از به قدرت رسیدن حزب ناسیونال سوسیالیست کارگران آلمان به رهبری آدولف هیتلر در سال ۱۹۳۳ از آلمان گریخت و پس از چند سال آوارگی در اروپا، سرانجام در سال ۱۹۳۹ به آمریکا مهاجرت کرد.

## بررسی اوروگون
رایش در فلوریدا مستقر شد و پژوهش‌های خود را در زمینه روانکاوی بالینی ادامه داد. او به بررسی نیروی مرموزی به نام «اورگون» و «بیون‌ها» پرداخت که کل کائنات پخش شده بود. او جعبه‌ای طراحی به نام «انباشتگرِ اورگون» ساخت که تقریباً اندازه یک باجه تلفن عمومی بود و از چوب با لایه‌هایی از پشم‌شیشه و پشمِ گوسفندی ساخته شده بود. جعبه اورگون را به خود جذب می‌کرد و هنگامیکه شخصی درون آن می‌نشست از آن انباشته می‌شد. رایش ادعا کرد که استفاده ادواری از انباشتگرِ اورگون می‌تواند سرطان را درمان کند.
با گذشت زمان، توهم و پارانوید رایش بیشتر شد. او میدان‌های خطرناکی از انرژی اورگونِ منفی یا آرگون مرگبار (DOR=deadly orgone energy) کشف کرد و برای نابودی آن دستگاه «خردکننده‌ی ابر» اختراع کرد که این میدان‌های نیرو را خرد و تکه‌تکه کند. او باور داشت که هدف حمله اشیاء ناشناس پرنده است.

## دشمنی
روش‌های خاص و برخی نوآوری‌ها و کشفیات علمی او به زودی هم بدگمانی همکارانش را برانگیخت و هم مقامات را با او دشمن کرد.
نفوذ مک‌کارتیسم در میان رهبران سیاسی آمریکا و پیشینه کمونیستی رایش باعث راه‌افتادن کارزار بزرگی برای درهم شکستن او شد. او را در رسانه‌های جمعی به انواع ناهنجاری‌های اخلاقی و جنسی متهم می‌کردند. او متهم به رهبری یک فرقه جنسی و شارلاتان پزشکی شد. درحالیکه بستگان و آشنایان رایش جز مهربانی و پاکدلی از او چیزی ندیده بودند.
ویلهلم رایش از کارشناسان گرایش بالینی در روانکاوی بود که افزون بر عارضه‌های روانی، به واکنش‌های جسمی نیز توجه دارد. او را معمولاً در کنار هربرت مارکوزه، دوپایه‌گذار اصلی «فرویدیسم چپ» می‌نامند. زیرا کوشیدند نگره‌های روانکاوی فروید را با اندیشه کارل مارکس پیوند بزنند.
نخستین منتقد وی در زمینه انرژی ارگون آلبرت اینشتین بود. اینشتین در ۱۳ ژانویه ۱۹۴۱ افزایش دما در اکومولاتور آرگون را اندازه‌گیری نمود. ولی این افزایش دما را به پارامترهای دیگری وابسته دانست.
رایش به دلیل درگیری‌های حقوقی با سازمان غذا و داروی آمریکا و رفتن وی به زندان، موفق به ادامه پژوهش‌های خود نشد. او در مقابل لابی نسبتاً قدرتمند سازندگان دارو و تغذیه در آمریکا ایستادگی کرده و در دادگستری آمریکا محکوم شد.

## کتاب‌سوزان
اگر بتوان موردی از کتاب‌سوزان در آمریکای مدرن پیدا کرد، به کتاب‌های ویلهلم رایش مربوط می‌شود که در سال ۱۹۵۵ به فرمان دادگستری و به دست مأموران اداره تغذیه و دارو به کومه آتش افکنده شدند.
رایش در دادگاه سرسختانه از باورهای خود دفاع کرد. اما به دو سال زندان محکوم شد. او در ۳ مارس ۱۹۵۷ به زندان رفت و چندی بعد در ۱۲ نوامبر همان سال درگذشت.
پلیس ایالات متحده مرگ رایش را در زندان، طبیعی و بر اثر ایست قلبی گزارش داد، چیزی که دوستان و ستایشگران رایش تا امروز آنرا مشکوک تلقی کرده‌اند.

## تاثیر
باور ویلهلم رایش به خواص درمانی اوج لذت جنسی، تاثیر زیادی بر جنبش‌های اجتماعی، سیاسی، و فلسفی داشت. برای نمونه در جنبش مه ۱۹۶۸ معترضان بر در و دیوار دانشگاه سوربن شعارهایی برگرفته از نظریات رایش می‌نوشتند. نوشته‌های او همچنین تاثیر مهمی بر انقلاب و آزادی‌های جنسی داشتند.

## مقاله‌ها
- Der sexuelle Kampf der Jugend (PDF). (1932) Verlag für Sexualpolitik
- Der triebhafte Charakter (1925). In: Frühe Schriften I, Kiepenheuer & Witsch, Köln 1977
- Die Funktion des Orgasmus (1927). Revidierte Fassung: Genitalität in der Theorie und Therapie der Neurose/Frühe Schriften II, Kiepenheuer & Witsch, Köln 1982
- Dialektischer Materialismus und Psychoanalyse (1929)
- Der Einbruch der Sexualmoral (1932). Erweiterte und revidierte Fassung: Kiepenheuer & Witsch, Köln 1972
- Die Massenpsychologie des Faschismus (1933). Erweiterte und revidierte Fassung: Kiepenheuer & Witsch, Köln 1971
- Charakteranalyse (1933). Erweiterte Fassung: Kiepenheuer & Witsch, Köln 1970
- Was ist Klassenbewusstsein? (1934) – (Pseudonym „Ernst Parell“)
- Die Sexualität im Kulturkampf (1936), rev. Neuauflage: Die sexuelle Revolution, Europäische Verlagsanstalt, Frankfurt am Main 1966
- Die Bione (1938)
- The Function of Orgasm (1942). Deutsches Original: Die Funktion des Orgasmus (völlig verschieden von dem Buch gleichen Titels 1927), Kiepenheuer & Witsch, Köln 1969
- The Cancer Biopathy (1948). Deutsches Original: Der Krebs, Kiepenheuer & Witsch, Köln 1974
- Listen, Little Man! (1948). Deutsches Original: Rede an den kleinen Mann, Fischer Taschenbuch, Frankfurt am Main ۱۹۸۴
- Ether, God, and Devil (1949). Deutsches Original: Äther, Gott und Teufel, Nexus, Frankfurt am Main 1983
- Cosmic Superimposition (1951)
- The ORANUR Experiment – First Report (1951)
- People in Trouble (1953). Deutsches Original: Menschen im Staat. Nexus, Frankfurt am Main 1982; verbesserte Auflage: Stroemfeld, Frankfurt am Main 1995
- The Murder of Christ (1953). Übersetzt von Bernd A. Laska als Christusmord, Walter, Olten/Freiburg 1978
- Contact with Space, The ORANUR Experiment – Second Report (1957)

Im Verlag und Vertrieb Zweitausendeins erschienen 1995–1997 Reichs „Späte Schriften“ in deutscher Übersetzung in sechs Bänden: 1) Die Bionexperimente; 2) Orop Wüste (Artikelsammlung), 3) Das ORANUR-Experiment – Erster Bericht; 4) Das ORANUR-Experiment – Zweiter Bericht; 5) Die kosmische Überlagerung; 6) Christusmord
Postum erschienen außerdem einige Bücher mit (auto-)biografischem Material:
- Reich speaks of Freud, New York 1967. Deutsch auszugsweise (Raubdruck) als Wilhelm Reich über Sigmund Freud, o. O. /o. J. (Schloß Dätzingen 1976)
- Beverley A. Placzek (Hrsg.): Record of a Friendship (Correspondence Wilhelm Reich/Alexander S. Neill), New York 1981. Deutsch als Zeugnisse einer Freundschaft. Der Briefwechsel zwischen Wilhelm Reich und A. S. Neill 1936–1957. Hrsg. und eingeleitet von Beverley R. Placzek. Aus dem Englischen von Bernd A. Laska, Kiepenheuer & Witsch, Köln 1986.
- Leidenschaft der Jugend. Eine Autobiographie 1897–1922 (frühe Arbeiten und autobiographische Manuskripte), Kiepenheuer & Witsch, Köln 1994
- Beyond Psychology (Letters and Journals 1934–1939), New York 1994. Deutsch als Jenseits der Psychologie, Kiepenheuer & Witsch, Köln 1996
- An American Odyssey (Letters and Journals 1940–1947), Farrar, Straus & Giroux, New York 1999
- Where's the Truth? Letters and Journals 1948–1957, Farrar, Straus & Giroux, New York 2012

## مطبوعات
In: Der sozialistische Arzt
- Erfahrungen und Probleme der Sexualberatungsstellen für Arbeiter und Angestellte in Wien. V (1929), Heft , 3 (September), S. 98–102 Digitalisat
- Die seelischen Erkrankungen als soziales Problem (Teil 1). VII (1931), Heft 4 (April), S. 111–115 Digitalisat
  - Dazu auch der Artikel von B. (Totis-Budapest). Freudismus und Sozialismus. VII (1931), Heft 4 (April), S. 115–120 Digitalisat
- Die seelischen Erkrankungen als soziales Problem (Teil 2). VII (1931), Heft 5–6 (Mai–Juni), S. 161–165 Digitalisat

## اسناد مرتبط
1. Reich starb dort im Hochsicherheitsgefängnis United States Penitentiary, Lewisburg
2. Hochspringen↑ Unter diesem Obertitel (Discovery of the Orgone) veröffentlichte Reich 1942 und 1948 zwei Bände, in denen er seine Arbeiten beschrieb (siehe unter Schriften).
3. Hochspringen↑ Bernd A. Laska: Wilhelm Reich in Selbstzeugnissen und Bilddokumenten. Rowohlt, Reinbek bei Hamburg 1981
4. Hochspringen↑ Weil in den Zeitschriften der Psychoanalytiker nur kurz sein „Austritt“ gemeldet wurde, veröffentlichte Reich 1935 einen Bericht über den Ausschluss Wilhelm Reichs aus der IPV; für eine neuere Darstellung des verwickelten Konflikts siehe: Bernd Nitzschke: „Ich muss mich dagegen wehren, still kaltgestellt zu werden. “ Voraussetzungen, Umstände und Konsequenzen des Ausschlusses Wilhelm Reichs aus der DGP/IPV in den Jahren 1933/34. In: Der „Fall“ Wilhelm Reich. Hg. von Karl Fallend und Bernd Nitzschke, Suhrkamp, Frankfurt am Main 1997, S. 68–130.
5. Hochspringen↑ Wilhelm Reich: Die vegetative Urform des Libido-Angst-Gegensatzes. In: Zeitschrift für Politische Psychologie und Sexualökonomie, Band 1 (1934), S. 211; zit. n. Bernd A. Laska: Wilhelm Reich. Rowohlt, Reinbek 1981, S. 90
6. Hochspringen↑ Beschreibung in seinem Buch Die Bione (1938), nachgedruckt als Die Bionexperimente. Zweitausendeins, Frankfurt am Main 1995, S. 78.
7. Hochspringen↑ James E. Strick: Wilhelm Reich, Biologist. Harvard University Press, Cambridge MA (USA) 2015
8. Hochspringen↑ Wilhelm Reich: Menschen im Staat. (1937/1953), Stroemfeld, Frankfurt Main 1995, S. 42
9. Hochspringen↑ Vgl. die Dokumentation dazu in den Wilhelm-Reich-Blättern, Nr. 1/82, S. 13–48.
10. Hochspringen↑ Vgl. Wilhelm Reich: Erfahrungen und Probleme der Sexualberatungsstellen für Arbeiter und Angestellte in Wien. In: Der sozialistische Arzt, 5 (1929), S. 98–102
11. Hochspringen↑ Hier ist zu beachten, dass die seit 1971 im Handel befindliche Version der Massenpsychologie des Faschismus (Verlage k&w, Fischer-TB) eine von Reich terminologisch stark veränderte (Umwandlung marxistischer Begriffe) und um einige später, zwischen 1935 und 1945, geschriebene Kapitel erweitert ist.
12. Hochspringen↑ Neuveröffentlichung 1966 ff. unter dem Titel Die Sexuelle Revolution
13. Hochspringen↑ Vgl. auch den kritischen Bericht über die Moskauer Prozesse in Reichs Zeitschrift für Politische Psychologie und Sexualökonomie.
14. Hochspringen↑ Zvi Lothane: Wilhelm Reich revisited: Die Rolle der Ideologie in der Charakteranalyse des Individuums versus in der Charakteranalyse der Massen, in: Ulrike Kadi, August Ruhs, Karl Stockreiter, Gerhard Zenaty (Hrsg.): texte. psychoanalyse. ästhetik. kulturkritik, Passagen Verlag Wien Heft 03/2015, 35. Jg. , S. 8–29.
15. Hochspringen↑ Für eine Zusammenfassung der Kritik an Fromm vom Standpunkt Reichs mit ausführlichen Zitaten aus mehreren Rezensionen siehe Bernd A. Laska: Über Erich Fromm
16. Hochspringen↑ Vgl. die ausführliche Studie über Reich und die Psychoanalyse zur Zeit des Nationalsozialismus: Andreas Peglau:Unpolitische Wissenschaft?, Psychosozial-Verlag, Gießen 2013.
17. Hochspringen↑ David Boadella: Wilhelm Reich. ...; a. a. O. ; (Ausgabe 1981); S. 253 ff.
18. Hochspringen↑ David Boadella: Wilhelm Reich. S. 277
19. Hochspringen↑ Zit. in David Boadella: Wilhelm Reich, a. a. O. , S. 279 ff.
20. Hochspringen↑ David Boadella: Wilhelm Reich. S. 290 ff.
21. Hochspringen↑ Zit. nach: Beverley R. Placzek: Einleitung, in: Zeugnisse einer Freundschaft. Der Briefwechsel zwischen Wilhelm Reich und A. S. Neill 1936–1957. Hrsg. und eingeleitet von Beverley R. Placzek. Aus dem Englischen von Bernd A. Laska, Kiepenheuer & Witsch, Köln 1986, S. 24.
22. Hochspringen↑ Ausführlich dazu: Jerome Greenfield: USA gegen Wilhelm Reich. Zweitausendeins, Frankfurt am Main 1995, 486 S.
23. Hochspringen↑ Archives of the Orgone Institute بایگانی‌شده  در ۱۰ ژوئیه ۲۰۱۷ توسط Wayback Machine
24. Hochspringen↑ Karl-Heinz Ignatz Kerscher, Taini Kerscher: Wilhelm Reich – die theoretischen Grundlagen der Sexualpädagogik. Grin, München u. a. 2008, S. 36 ff.
25. Hochspringen↑ Helmut Johach: Von Freud zur humanistischen Psychologie. Therapeutisch-biographische Profile: Sigmund Freud, Lou Andreas-Salome, Sándor Ferenczi, Georg Groddeck, Wilhelm Reich, Erich Fromm, Fritz und Laura Perls, Ruth C. Cohn. Transcript, Bielefeld 2009, S. 189.
26. Hochspringen↑ Friedrich Koch: Sexualität und Systemveränderung? Zur Bedeutung Wilhelm Reichs für die Sexualpädagogik. In: Hans-Jochen Gamm/Friedrich Koch (Hrsg.): Bilanz der Sexualpädagogik. Frankfurt am Main/New York 1977, S. 39 ff. – Friedrich Koch: Sexualpädagogik und politische Erziehung. München 1975.
27. Hochspringen↑ Walter Leitmeier: Kompetenzen fördern: Gestalttherapeutisches Lehrertraining für Religionslehrer. Lit Verlag, Berlin/Münster 2010, S. 157.
28. Hochspringen↑ Gustl Marlock: Handbuch der Körperpsychotherapie. Schattauer, Stuttgart/New York 2006, S. 898.
29. Hochspringen↑ Vgl. Bernd A. Laska: Zur aktuellen Rezeption Wilhelm Reichs. In: wilhelm-reich-blätter. Heft 2/81, S. 96–100
30. Hochspringen↑ Christian Rudolph: Über Wilhelm Reichs Oranur-Experiment (II). Zweitausendeins 1997. S. 6.
31. Hochspringen↑ Dokumentiert in der Broschüre The Einstein Affair. Orgone Institute Press, Rangeley 1953
32. Hochspringen↑ Vgl. Albrecht Götz von Olenhusen/Christa Gnirss: Handbuch der Raubdrucke 2. Verlag Dokumentation, Pullach bei München 1973, S. 335–353
33. Hochspringen↑ The American College of Orgonomy
34. Hochspringen↑ Bernd Bocian: Fritz Perls in Berlin. Wuppertal: Peter Hammer 2007, S. 200 ff. , 248 ff.
35. Hochspringen↑ Paul Edwards: Wilhelm Reich. In: Encyclopedia of Philosophy. MacMillan, New York 1968; 2. Auflage ebd. 2006.
36. Hochspringen↑ LSR-Projekt, dort auch Seiten der einstigen wilhelm-reich-blätter
37. Hochspringen↑ Michel Odent: Die Natur des Orgasmus. C. H. Beck, München 2010, S. 9
38. Hochspringen↑ Conference on New Research in Orgonomy 2007 (Abstract of Papers; PDF; 441 kB) 1. Wilhelm-Reich-Symposion Mainz des „Arbeitskreises Wilhelm Reich“ (Univ. Mainz) Kongress „Sexualität und Lebensenergie“ بایگانی‌شده  در ۴ ژوئن ۲۰۱۷ توسط Wayback Machine der deutschen Wilhelm-Reich-Gesellschaft Jüdisches Museum Wien, Ausstellung Wilhelm Reich 2007 Sigmund Freud Privat Universität Wien, Symposium 50 Jahre nach Wilhelm Reich, 2007 بایگانی‌شده  در ۱۰ مارس ۲۰۱۶ توسط Wayback Machine
39. Hochspringen↑ Biografie beim Wilhelm Reich Infant Trust (englisch) بایگانی‌شده  در ۷ اوت ۲۰۱۳ توسط Wayback Machine
40. Hochspringen↑ BR Hörspiel Pool - Ammer/Console, Have You Ever Heard Of Wilhelm Reich?
41. Hochspringen↑ Have You Ever Heard of Wilhelm Reich? Erding 2009, ISBN 978-3-939444-70-1.
42. Hochspringen↑ Dazu die gedruckte Dokumentation Digne Meller Marcovicz: Über Wilhelm Reich - Viva, kleiner Mann: das Buch zum Film. Nexus-Verlag, Frankfurt am Main [1987]
43. Hochspringen↑ Viennale 2012: The Strange Case of Wilhelm Reich - Antonin Svoboda (A 2012)